# 約克座堂
約克座堂（英語：York Minster）位於英國北部約克市，是英格蘭教會約克教區的座堂，也是歐洲北部最大的哥德式教堂之一。教會事務現時由約克大主教和牧師會執行。約克座堂的正式名稱為「約克聖彼得座堂和大主教教堂」（The Cathedral and Metropolitical Church of St Peter in York）。現任座堂主任為霍樂士（Jonathan Frost）座堂牧師。
約克座堂的英文通常使用Minster，是指在盎格魯-撒克遜時期所建立的教堂（主要為傳教及教學目的），現在作為一種尊稱。座堂的禮拜有時被視為高教會派或盎格魯–天主教聖公會的最後部份。
約克座堂表現了典型的哥德式風格：裝飾風格（1275－1380）的中殿和聖堂參事堂，詩班席和東端為垂直式造型，北翼和南翼則採用了英國早期的風格。中殿的「大西窗」於1338年建造，而在聖母堂最東端的「大東窗」（1408年完成）是全世界最大的中世紀彩繪玻璃。在教堂北面的「五姊妹窗」（Five Sisters Window），每個尖頂窗都超過16米（52英尺）高，是座堂歷史最悠久的玻璃窗，而南面是著名的玫瑰窗，有「哥德建築的眼睛」之美稱。

## 建築結構
約克座堂是歐洲北部第二大的哥德式教堂，並展現了英國哥德式建築從英國早期（1180－1275年）到垂直時期（1380－1520年）的發展成就。
目前這座座堂於大約1230年開始建立，直到1472年才完成。鎂灰岩（一種乳白色的岩石）是座堂主要的建築石材，在塔德卡斯特附近挖掘。
座堂的平面呈十字形，八角形的聖堂參事堂（牧師會禮堂）與北翼、中央塔和西立面的兩座塔樓連接起來。座堂長158（518英尺），其三座塔樓高60（200英尺）。詩班席的高度為31（102英尺）。北翼和南翼是座堂重建最先的部分。兩翼都佈滿精美的彩繪玻璃窗，最有名的是北面的「五姐妹窗」。這五個釉面尖頂窗各有16（52英尺）高，它們以灰色的幾何拼裝法設計（灰色調裝飾畫），有別於常見以故事或象徵性的圖案的中世紀彩繪玻璃窗。另一邊，大約在1500年，為紀念約克和蘭開斯特王室的聯合，於是在教堂的南翼設置了色彩豐富的「玫瑰窗」，聞名於世。兩邊側廰的天花板是木製的，其中南翼在1984年遭大火焚毀，於1988年完成修復。
在兩翼側廳建成後，便開始進行牧師會禮堂的工程。其前廳會連接到北翼。禮堂屬於早期的裝飾風格－花窗玻璃上的幾何圖案採用了「花飾鏤空」形式，相較之下，這些圖案比早期的花窗更為寬闊。然而，在反弧曲線（S形雙曲線）出現前，禮堂工程便已完成。這雙曲線結構在裝飾風格晚期被廣泛地使用。這些花窗玻璃幾乎完全覆蓋了上半部牆的空間，成了一幅「透光的牆」－使整個禮堂充滿了色彩斑斕的光。牧師會禮堂與大部分的座堂一樣，都是呈八角形的，但值得注意的是，它並沒有中央柱支撐著屋頂。原因是教堂的頂部是以木材構築的，重量因而減輕，足以靠扶壁牆便能支撐著。這無疑是當時一個創新的設計。另外，簷篷上有許多精細的頭形雕飾，它們都相當於一些全國最優秀的哥德式雕塑。這些人頭雕塑都是獨特的，而且每個人物與表情都不同：一些拉著臉，有天使，也有動物，甚至是怪異的東西。獨特的側廳和牧師會禮堂是來自以波貝克大理石為柱墩的裝飾，大大增加了裝飾的豐富性。
座堂的中殿建於1291年和1350年之間，也是裝飾風格的歌德建築。這個英國最闊的哥德式中殿，有仿石碩（用顏料繪畫）的木製天花板，而側廊則是石質拱形頂。在西端的是「大西窗」，呈心形圖案，以晚期裝飾風格的花飾鏤空彩繪玻璃為裝飾，所以有「約克之心」之稱。

## 彩繪玻璃
約克座堂有著悠久的傳統，創造出絢麗的彩繪玻璃裝飾。其中有些彩繪玻璃的歷史可以上溯到12世紀。
中殿的「大東窗」是彩繪玻璃畫家約翰．桑頓在十五世紀初的作品。它高76英尺（23米），是世界上最大的中世紀彩繪玻璃。除此之外，其他的花窗也壯觀，包括南翼的玫瑰圓窗，裝飾華麗；北翼的「五姐妹窗」有50英尺（15米）高，莊嚴宏偉。由於延長了彩繪玻璃設置工程，因此我們從不同的花窗類型可見各種的鑲嵌玻璃和繪畫技術數百年來的演進。
座堂的128個彩繪玻璃花窗由約2萬塊玻璃碎片組成。當中大部分的玻璃曾被拆除，又在第一和第二世界大戰後重新拼合。以免這些花窗再遭到破壞，其清理和保護工作都不時地進行，使它們的美麗保持不變。「大東窗」的主要保育項目於2008年正式展開，包括拆卸及重新粉飾每塊彩繪玻璃，並重領項目建設。在2009年12月30日，座堂一些相鄰的辦公室因電力故障而發生火警。幸好復修中的「大東窗」安放在座堂的石匠的院子裡面，而它的311個窗格則存儲在隔壁的房間，最後完好無損。

## 塔樓和鐘
座堂西側的兩座塔樓負責樂鐘報時和鐘琴音樂會。
在西北塔樓裡，有「大彼得」鐘（216英擔或10.8噸）和六個大小不同的鐘鈴（最大的剛超過60英擔或3噸）。
在西南邊的樓塔，鐘聲此起彼落。塔內共有35個鐘鈴，包括14個中音編鐘（59英擔或3噸）和22個中音鐘琴鐘（23英擔或1.2噸）。編鐘以固定順序變化的模式連續地交替敲響著（鐘鳴變化），而鐘琴鐘的鐘聲則由鐘樂室的指揮鍵盤演奏著。

## 照片集

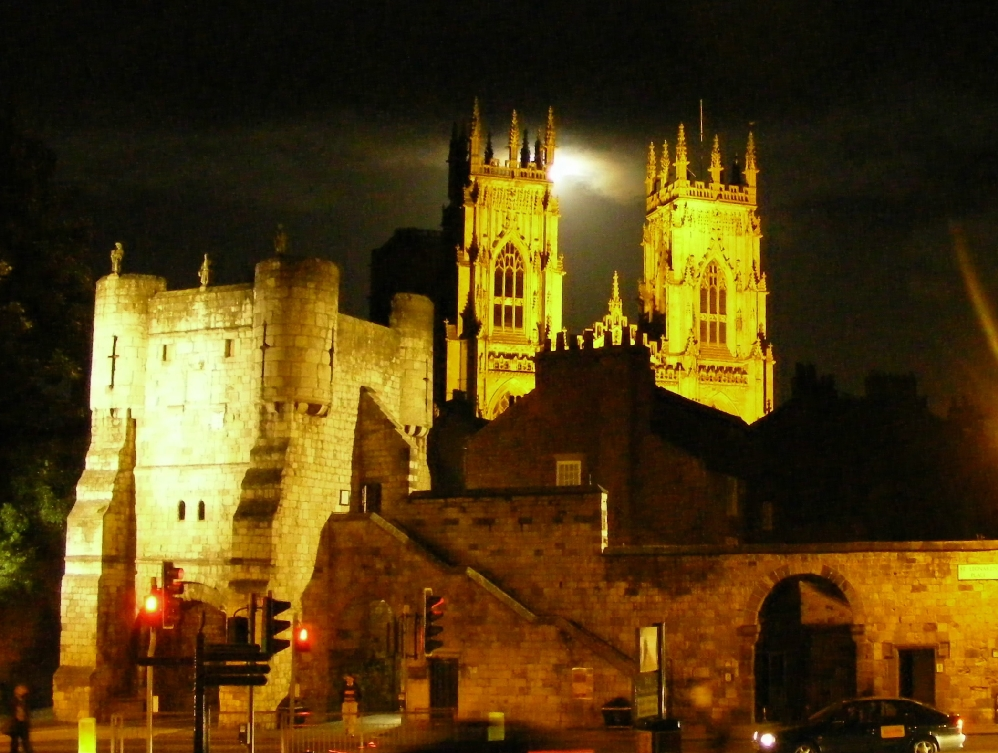
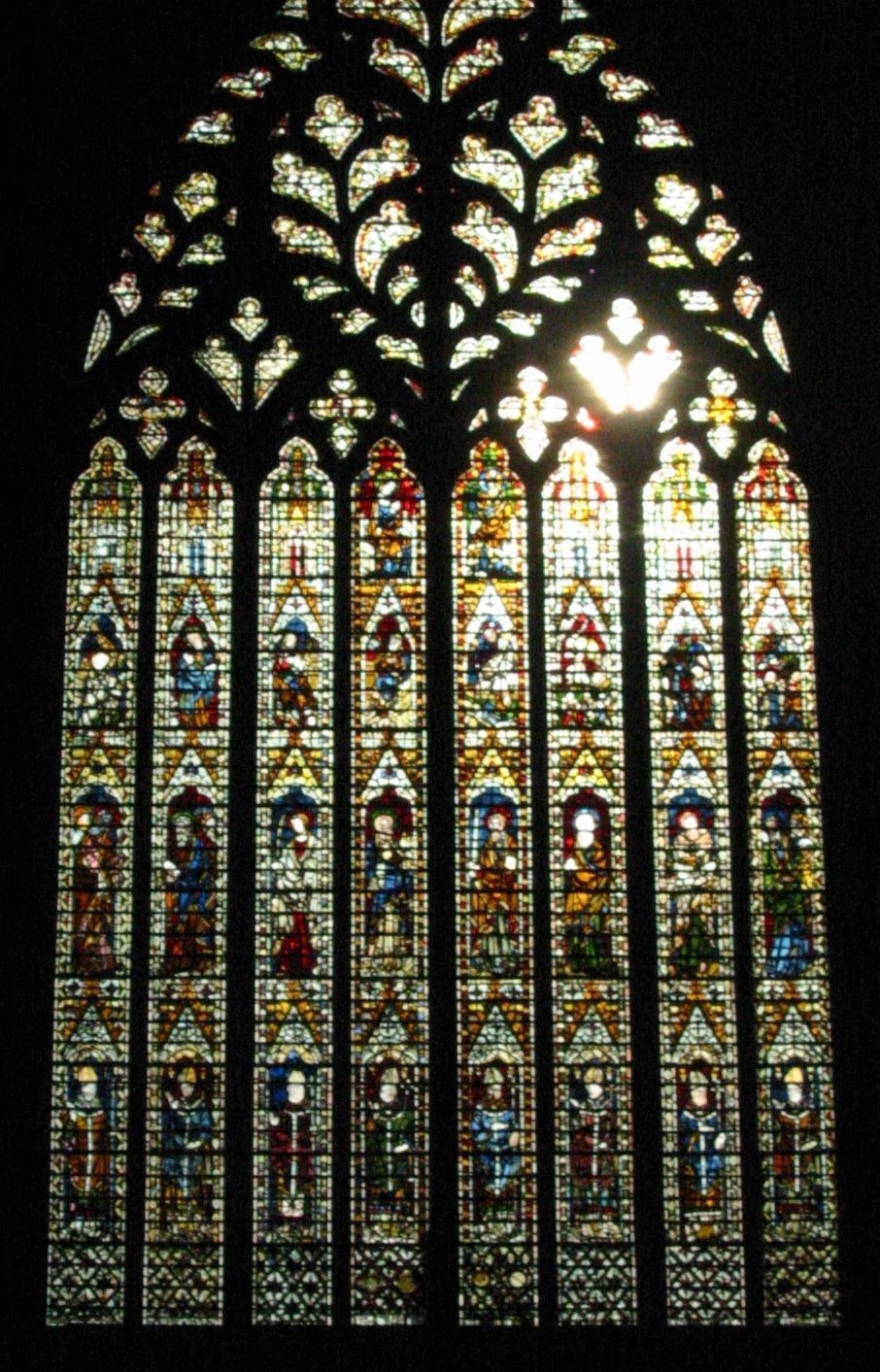
西窗
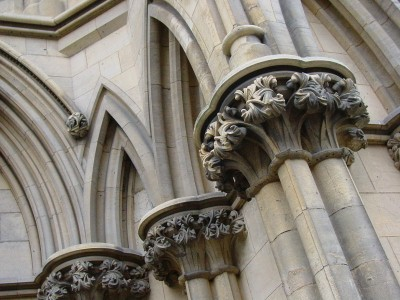
外部装饰细节
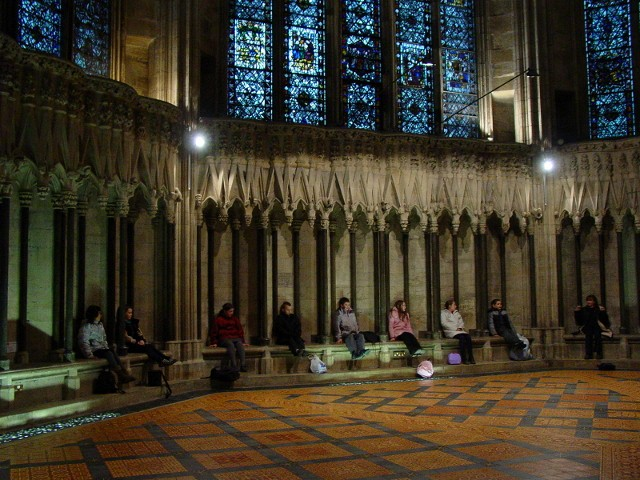
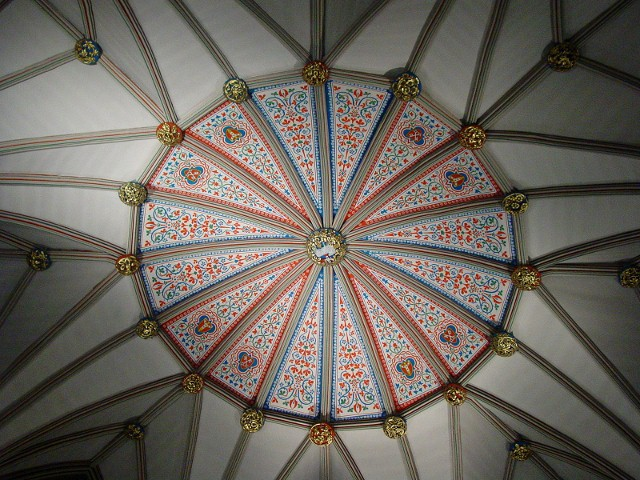
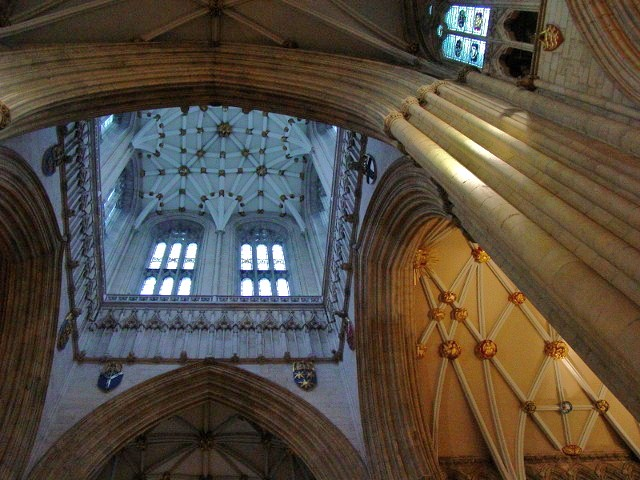